# Maria Eugênia Villarta
 (avril 2024).
Maria Eugênia Simi Villarta Cardoso, mieux connue comme Maria Eugênia Villarta (née le 25 janvier 1958 à Taubaté), est une femme d'affaires, artiste visuelle et ancienne mannequin brésilienne.
Le mannequin qui a fait jusqu'à présent le plus de couvertures de magazines au Brésil a eu son visage sur environ 300 d'entre eux, en plus d'être exclusif à la marque Marcelo Beauty et L'Oréal pendant de nombreuses années.
Artiste visuelle primée, en plus de deux mentions honorables, elle a également reçu des médailles du premier et du deuxième prix (deux d'argent et une de bronze). Ses œuvres font partie des collections artistiques de l'Assemblée législative de l'État de São Paulo, de la Chambre municipale de Santarém, au Portugal, et de la mairie de Vinhedo, État de São Paulo.

## Carrière

### Mode
Maria Eugênia a commencé sa carrière en 1977, à l'âge de 18 ans, lorsqu'elle a décidé de sa propre initiative de se rendre dans une agence pour s'essayer au mannequinat. Après quelques photos, un livre et quelques contacts, elle fut bientôt appelée par Editora Abril pour son premier travail, la couverture de Claudia de janvier 1978.
Même si elle n'était pas grande – 1,63 mètres – sa beauté inhabituelle, associée à un visage harmonieux sous tous les angles, alliée à une grande photogénicité, lui a immédiatement ouvert les portes du monde de la mode,, lui permettant de faire la couverture et les éditoriaux de plusieurs magazines, dont Nova, Manequim et Vogue, ainsi qu'un travail important en tant que modèle exclusif pour Marcelo Beauty et pour L'Oréal. Appelée par Hans Donner, elle participe à l'ouverture du feuilleton de vingt heures sur TV Globo Champagne, diffusé entre le 24 octobre 1983 et le 4 mai 1984, ce qui lui vaut une grande reconnaissance nationale. Sa carrière de mannequin l'a également emmenée à l'étranger, après avoir vécu des mois à New York, aux États-Unis.
Considérée comme le mannequin qui a fait le plus de couvertures de magazines au Brésil à ce jour, son visage est apparu dans environ 300 magazines. 250 de ces photos ont été exposées par Taubaté Shopping en 1994, dans l'exposition As Mil e Uma Faces de Maria Eugênia (Les Mille et Un Visages de Maria Eugênia) — parmi les photos, celles de l'ouverture du feuilleton Champagne, sur TV Globo, diverses affiches, catalogues, publicités dans les magazines , des éditoriaux et même des panneaux publicitaires de campagnes de maquillage.
En 1980, elle fait une petite apparition dans le feuilleton Água Viva, de Gilberto Braga, dans le rôle de Cristina.

### Arts visuels
En 1992, après quinze ans de carrière, Maria Eugênia décide d'abandonner la mode et d'ouvrir un atelier de peinture à São Paulo, devenant ainsi une artiste reconnue.
Diplômée en 1978 de l'École Panaméricaine d'Art et de Design de São Paulo et en 1990 de la Fundação Armando Álvares Penteado, entre 1992 et 2002, elle a exposé dans plusieurs salles d'expositions d'art nationales, dans des villes comme São Paulo, Rio de Janeiro et São Bernardo do Campo. En 2004, l'artiste est invité et exposé à Santarém, au Portugal.
Ses œuvres font partie des collections artistiques de l'Assemblée législative de l'État de São Paulo, de la Chambre municipale de Santarém, Portugal, et du Conseil municipal de Vinhedo, État de São Paulo.

## Vie privée
En 2004, reconnue comme personnalité taubatéenne pour sa contribution artistique à la culture locale et brésilienne, elle reçoit la plus haute distinction de la ville : la Mention élogieuse Jacques Félix. Le 26 septembre 2022, la femme d'affaires a reçu le titre de Cidadã Paulistana de la mairie de São Paulo pour ses services rendus à la ville.
La femme d'affaires est mariée depuis 1976 à l'ingénieur Jomar Cardoso, avec qui elle s'est installée définitivement à São Paulo en 1978 et a cinq enfants.